# Stefan Rojko
Stefan Rojko (15. prosince 1910 Hörbing u Deutschlandsbergu – 12. října 2000 Štýrský Hradec) byl v době druhé světové války SS-Oberscharführer v Malé pevnosti Terezín, „pravá ruka“ velitele pevnosti Heinricha Jöckela. Po válce utekl do Štýrského Hradce, později byl odsouzen k doživotnímu trestu, podmíněně byl propuštěn 24. června 1975.